# Чертоза (монастырь)

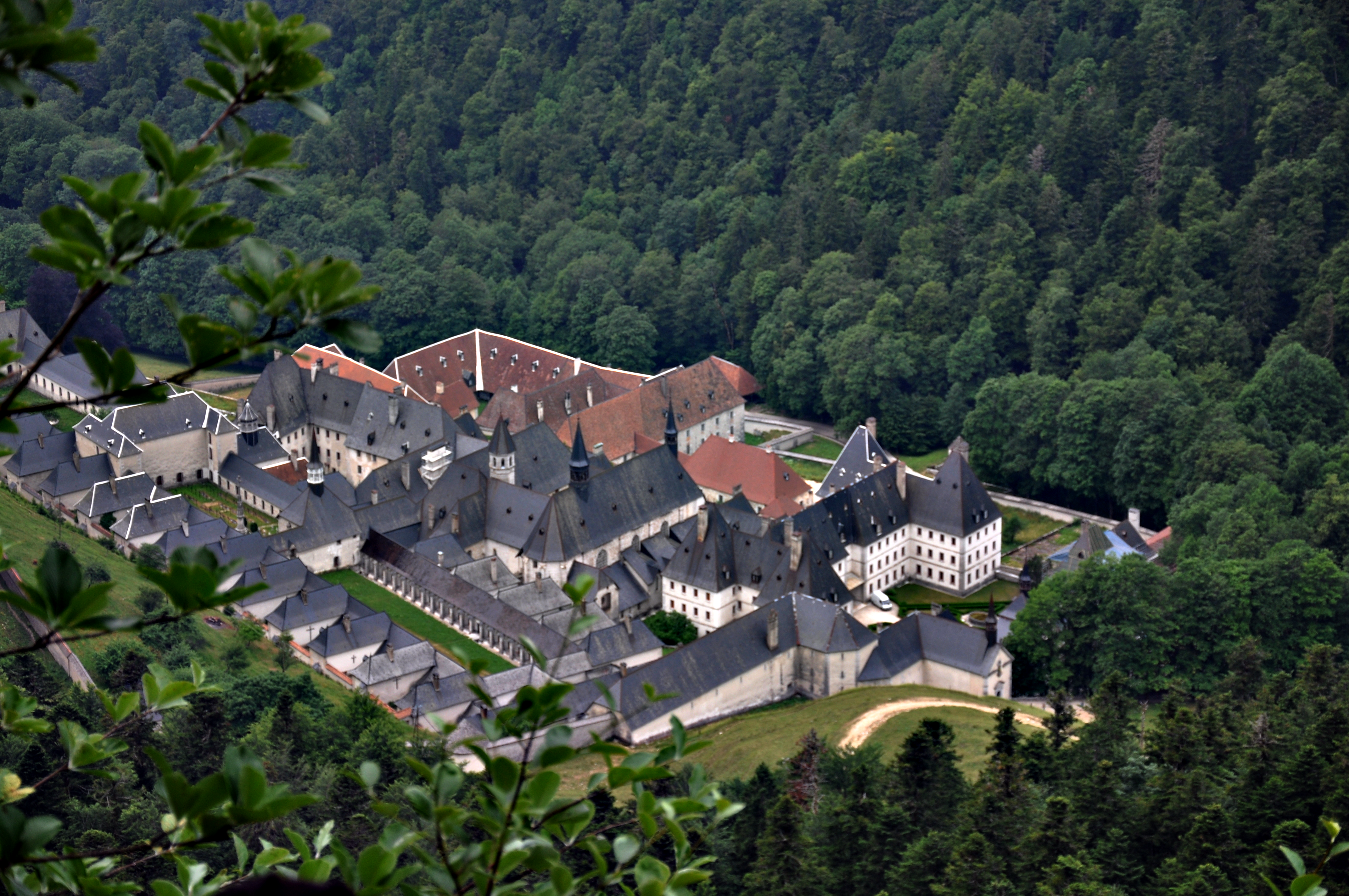
Монастырь «Великая шартрёза» (1086) служил образцом при возведении других картезианских монастырей

Чертоза (лат. Cartusia; итал. certosa) — в Италии название многочисленных монастырей, основанных иноками картезианского ордена (картезианцами или чертозианцами, чертозинцами). Орден создавался с 1084 года в Шартрёзских горах (фр. Massif de la Chartreuse) и был утверждён папой римским в 1133 году. Французское название такого монастыря — «шартрёза» (фр. chartreuse).
Строились чертозы применительно к требованиям их орденского устава и по образцу знаменитой «Великой шартрёзы» — монастыря, возведённого основателем ордена, св. Бруно, в 1086 году близ Гренобля. Некоторые из этих монастырей представляют собой замечательные памятники архитектуры и содержат в себе ценные художественные произведения.

## История

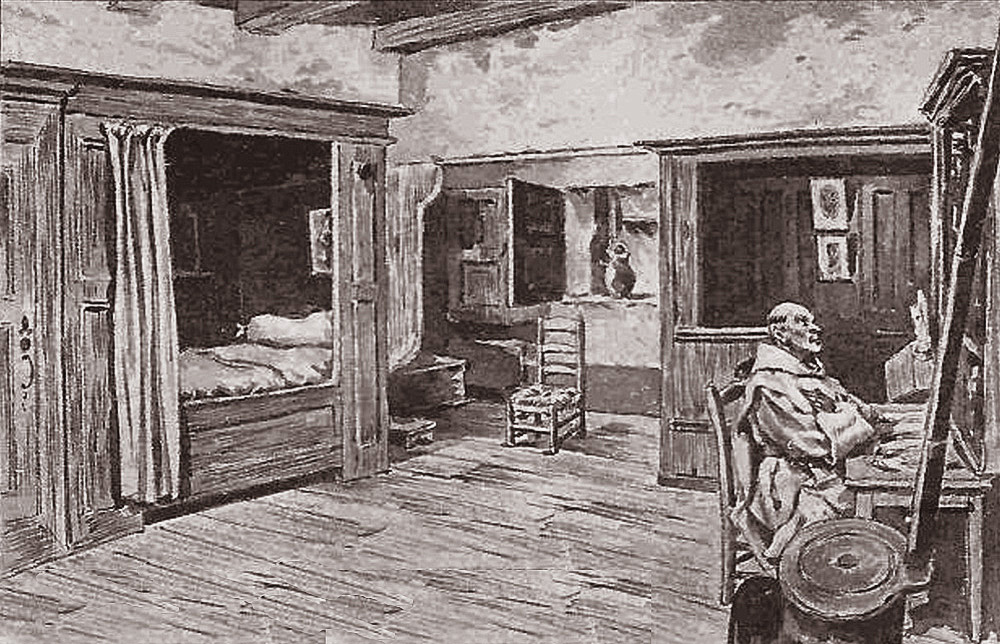
Келья картезианца; илл. из книги «Les chartreux en France», XVIII век

Чертозы возникали обыкновенно в пустынных местностях и составлялись из смежных, но совершенно изолированных друг от друга тесных жилищ с небольшим двориком и клочком сада для каждого спасающегося брата, где он мог жить уединённо, избегая соблазна нарушить обет молчания, и одиноко предаваться труду на земле и за книгой. Эти отдельные иноческие помещения связывались в одно целое общим большим монастырским двором (итал. chiostro, фр. cloître), под галереи которого (лоджия) выходили двери из всех келейных помещений и который был связан с церковью и другими покоями (рефекторием, капитулом (ит.) и т. д.), служившими нуждам всей общины. Внутри ограды находилось также и братское кладбище.
В своих «чертозах» монахи одновременно обитали как бы «в пустыне» и совместно отправляли обряды культа и предписанные уставом общебратские религиозные упражнения.
С конца XI и по XVI век чертозы получили в Италии, как и в других католических (преимущественно романских) странах, значительное распространение. С течением времени орден приобрёл внушительные богатства, что, вместе с щедротами сильных мира, дало возможность расширять монастыри, снабжать их обширными храмами, просторными залами, библиотеками и роскошно их украшать. Своеобразной особенностью чертоз является с этого времени блестящая и пышная церковь, при сохранении строгой простоты в кельях.

## Выдающиеся чертозы

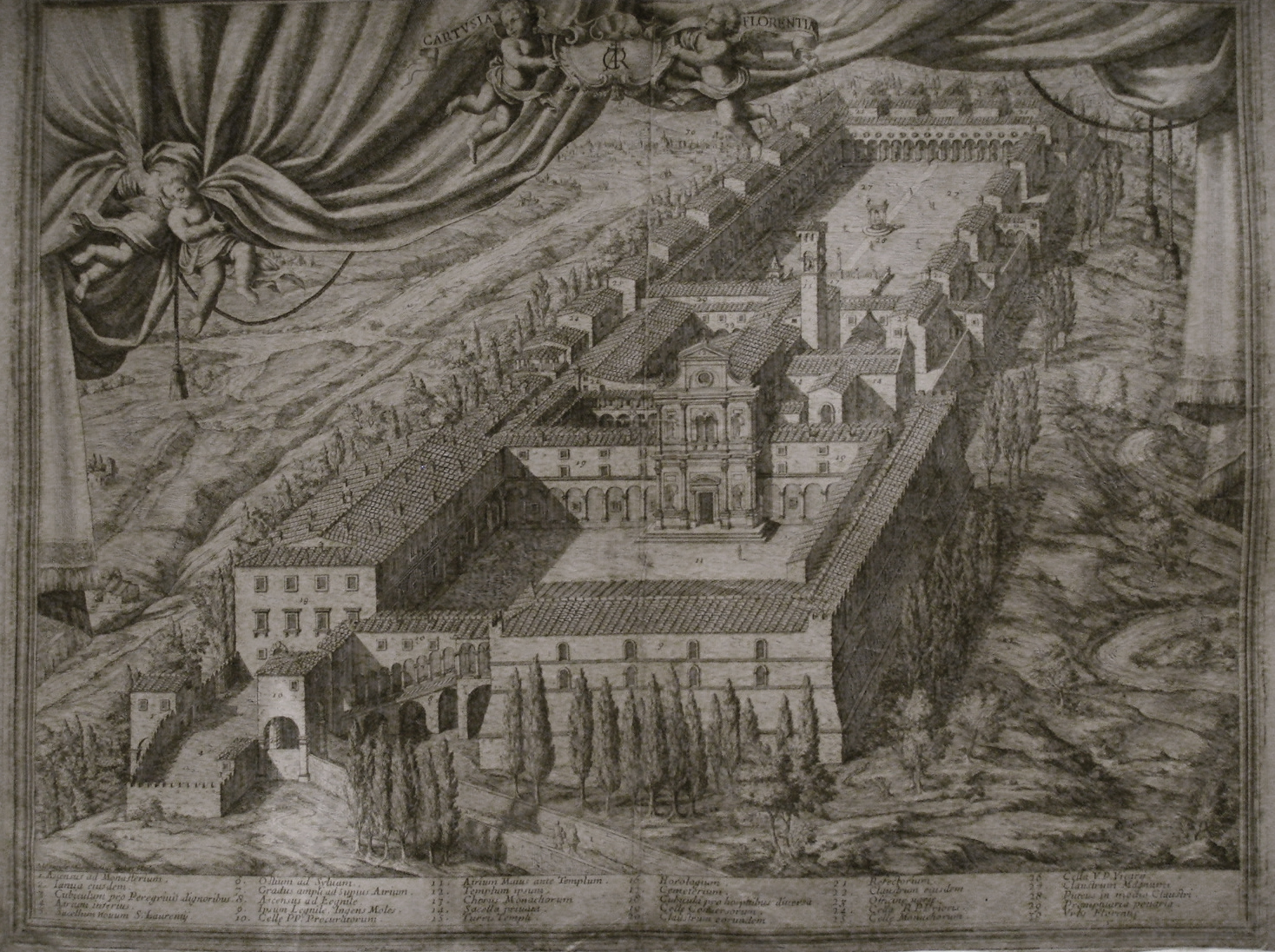
Флорентийская чертоза, илл. XVIII века

Наиболее выдающимся образцом учреждений и памятников подобного рода считается Павийская чертоза, расположенная на низменной равнине к северу от Павии по дороге на Милан. Самым значительным монастырём после павийской обители была Пизанская чертоза (итал. Certosa di Pisa) — около Пизы; она была основана в 1347 году. От когда-то очень известной Болонской чертозы (основана в 1333—1350 на обширном некрополе древнеэтрусской культуры) сохранилось немного. Около Флоренции находится также очень известная Флорентийская чертоза (итал. Certosa di Firenze; 1341).
В Риме чертоза Санта-Мария-дельи-Анджели-э-дей-Мартири возводилась на развалинах терм римского императора Диоклетиана и стала последним произведением Микеланджело (в 1563—1566) в итальянской столице . Художнику было поручено Пием IV превратить хорошо сохранившийся базиликообразный большой зал терм в христианский храм, который папа планировал передать картезианскому ордену.
В Неаполе, на крутом холме расположен старый картезианский монастырь — Чертоза-ди-Сан-Мартино (основан 1325).
В Испании славились чертозы в Хересе (исп. Cartuja de Jerez de la Frontera) и Бургосе (исп. Cartuja de Miraflores), обладавшие замечательными коллекциями картин. В бургосской, кроме того, есть несколько гробниц старых кастильских королей.

### Павийская чертоза

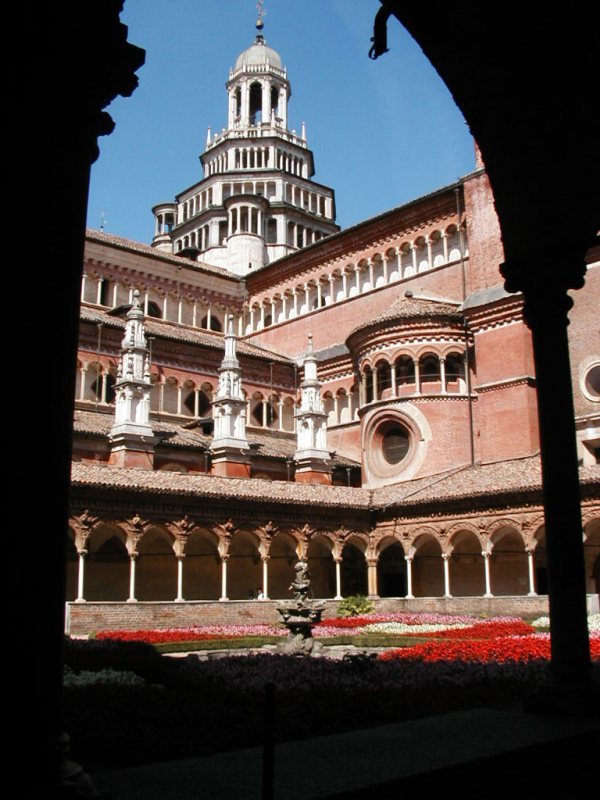
Павийская чертоза: вид на внутренний двор, окружённый галереей — клуатром

Павийская чертоза (итал. Certosa di Pavia) — картезианский монастырь по дороге из Павии на Милан, в современной итальянской провинции Павия; образец северо-итальянской архитектуры конца Средневековья и раннего Возрождения, полный богатейших памятников скульптуры и живописи.
Громадное сооружение оплачивал миланский герцог Джан Галеаццо Висконти, в 1396 году исполнявший завещание жены Катарины, — воздвигнуть для картезианцев монастырь небывалой грандиозности («quam solemnius et magis notabile poterinus»). Первым его строителем называют Бернарда да Венециа («generalis insignerius laboreriorum Cartuxae Papiae»). К делу были привлечены в качестве советников-руководителей различные мастера, участвовавшие в возведении Миланского собора. Уже в 1401 году наблюдение за работами было передано приору местных картезианцев. С течением времени заведующие постройкой архитекторы менялись. Франческо Сфорца (1450—1466) поручил ведение дела Гвинифорте Солари (англ. Guiniforte Solari), который стоял во главе его до своей смерти (1481). Ему принадлежит выполнение главной массы всего здания в общем виде. План и основной тип главного храма, начатого первоначально по принципам романско-готического стиля (под влиянием архитектуры церкви св. Петрония и Миланского собора), были постепенно переработаны в угоду требованиям ломбардской системы зодчества и декорации, что более соответствовало художественным вкусам раннего Возрождения. С 1465 года в работах участвовали известный Антонио Риццо из Вероны, живописец Винченцо Фоппа, также из Вероны, и знаменитый скульптор Джованни Антонио Амадео. Заслуга последнего заключается в разработке деталей, и с его именем связано украшение роскошного фасада, осуществленное им, вероятно, на основании рисунков Гвинифорте Солари, улучшенных архитектором Джакомо Антонио Дольчебони (итал. Giacomo Boni (pittore)) и живописцем Амброджо Фоссано, прозванным Боргоньоне. Труд Амадео продолжал Бенедетто Бриоско (итал. Benedetto Briosco). В XVI—XVII веках сооружение достраивалось вширь и обогащалось художественными памятниками. В 1782 году монастырь был закрыт по распоряжению императора Иосифа II; в 1843 году возвращён картезианцам Фердинандом I, в 1866 году окончательно упразднён правительством нового итальянского королевства и в 1891 году объявлен национальным памятником, то есть превратился в художественный музей.